# 崔錫洪
崔 錫洪（チェ・ソッコン、朝鮮語: 최석홍、1909年2月12日 - ?）は、大韓民国の政治家。制憲韓国国会議員。本貫は慶州崔氏。

## 経歴
慶尚北道栄州郡（現・栄州市）出身、同郡丹山面座石里蓮花村の慶州崔氏一族の子孫である。大邱公立商業学校（現・大邱商苑高等学校）卒。栄州金融組合勤務を経て、満洲営口・錦州・盤山・渾河などで営農した。光復後に帰国し、大韓独立促成国民会栄州郡支部宣伝部長、大同青年団栄州郡委員長・団部団長・訓練所長、制憲国会議員などを務めた。
朝鮮戦争の際、北朝鮮に拉致され以後消息不明。